# Alfred Benjamin
Alfred Benjamin (* 8. Januar 1911 in Elberfeld; † September 1942 in Frankreich) war ein deutscher Antifaschist und Widerstandskämpfer der Résistance.

## Leben
Alfred Benjamin war Sohn eines jüdischen Eisenhändlers. Er erlernte den Beruf eines Bankangestellten. Über das Studium marxistischer Schriften fand er in Düsseldorf den Weg zur Arbeiterbewegung. 1930 wurde er Mitglied der KPD und des Allgemeinen freien Angestelltenbundes. Als Folge der Weltwirtschaftskrise verlor auch er seinen Arbeitsplatz. Im KPD-Unterbezirk Düsseldorf übernahm er daraufhin die Ausarbeitung von Informationsmaterialien für die Angestellten großer Warenhäuser und Betriebe und er gründete die Kabarettgruppe Kolonne Stehkragen, für die er die Liedtexte meistens selber schrieb. 1932 erhielt er eine Gefängnisstrafe, weil er Flugblätter verteilt hatte.
Im März 1933 wurde er in der Justizvollzugsanstalt Düsseldorf („Ulmer Höh“) in „Schutzhaft“ genommen und später in das KZ Esterwegen verlegt. Im Dezember 1934 wurde er entlassen. Der Auflage der Gestapo, nach Palästina auszuwandern.
kam er nicht nach. Stattdessen nahm er erneut Kontakt zu seinen Genossen auf und beteiligte sich am Widerstandskampf der KPD. Als ihm die Verhaftung drohte, emigrierte er im Sommer 1935 nach Frankreich.
Im September wurde er von der französischen Polizei verhaftet, nachdem er auf einer Gewerkschaftsversammlung als Redner aufgetreten war, um zur Solidarität mit dem in Deutschland zum Tod verurteiltem Alfred Kayser aufzurufen. Nur mit Mühe konnte verhindert werden, dass er nach Spanien ausgewiesen wurde. Ab 1936 gab er die Zeitschrift Trait d’Union heraus, mit der die französischen Arbeiter über die Lage in Deutschland und den antifaschistischen Widerstandskampf informiert wurden. Außerdem war er Redakteur der KPD-Zeitschrift Frage und Antwort.
Im September 1939 wurde er von der französischen Regierung interniert. Während der Internierung heiratete er seine Lebensgefährtin Dora Davidsohn. Im August 1942 floh er aus dem Internierungslager Chanac und verunglückte tödlich bei dem Versuch, sich in die Schweiz abzusetzen.
Sein Name ist in der Gedenkstätte der Sozialisten in Berlin-Friedrichsfelde als Mitglied des antifaschistischen Widerstands aufgeführt.